# Baie Cabistachouane
La baie Cabistachouane est un plan d'eau douce dans la partie sud-est du lac Mistassini, dans le territoire de Eeyou Istchee Baie-James (municipalité), dans la région administrative de la Nord-du-Québec, dans la province de Québec, au Canada. Cette baie est située dans les cantons de Duquet (partie Ouest) et de Mcouat (partie Est).
La foresterie constitue la principale activité économique de cette zone; les activités récréotouristiques, en second. La rive est du lac Mistassini est desservie par quelques routes forestières se reliant à la route 167 (sens nord-sud) qui passe entre la rivière Témiscamie et le lac Albanel.
La surface de la baie Cabistachouane est habituellement gelée de la mi-novembre à la fin avril, toutefois la circulation sécuritaire sur la glace se fait généralement du début décembre à la fin de mars. Cette anse constitue un refuge pour la navigation en cas de fort vent.

## Géographie
Les bassins versants voisins de la baie Cabistachouane sont:
- côté nord: baie Abatagouche, lac Mistassini, rivière Rupert, baie Radisson, rivière Wabissinane, lac Albanel;
- côté est: rivière Chalifour, rivière à la Perche (lac Mistassini), lac Fixe Axe, lac de la Lamentation, lac Margonne, rivière Nestaocano;
- côté sud: baie du Poste (lac Mistassini), rivière Waconichi, lac Waconichi, lac Duberger, lac Éva, rivière Nepton (lac Chibougamau), rivière Nepton Nord, rivière Boisvert (rivière Normandin);
- côté ouest: baie du Poste (lac Mistassini), rivière Pipounichouane, lac Diéréville, baie Pénicouane.

La baie Cabistachouane compte 17 îles. Cette baie qui a une longueur de 14,0 km et une largeur de 3,4 km, est formée en longueur ressemblant à un F renversé. Les principales caractéristiques du lac sont (sens horaire à partir de sortie):
- une baie s'étirant sur 2,3 km vers le nord comportant la décharge de petits lacs non identifiés;
- une presqu'île rattachée à la rive nord-est s'étirant sur 2,7 km vers le Sud; cette presqu'île forme la rive Ouest d'une baie (du côté Est) s'étirant sur 2,3 km vers le nord; cette baie est connexe à une autre baie s'étirant sur 2,1 km vers l'est;
- une presqu'île s'étirant sur 4,9 km vers le Sud; cette presqu'île est contournée par le courant provenant de la rivière Chalifour coulant vers l'ouest, puis vers le nord en traversant la baie;
- une bande de terre formant la rive sud de la baie Cabistachouane;
- la presqu'île de Watso en forme de grand C (ouvert vers du nord-est) rattachée à la rive est, formant la rive sud-ouest de la baie Cabistachouane, barrant la sortie de cette baie et comportant le village de Mistissini au nord-ouest. Note: une route connectée à la route 167 dessert cette presqu'île;

L'entrée de la baie Cabistachouane comporte une largeur de 0,2 km entre la presqu'île Chepatouk venant de l'est et la presqu'île du Poste venant du Sud. Le milieu de cette entrée est situé à:
- 60,6 km au nord du lac Chibougamau;
- 80,0 km au nord-est de l'embouchure du lac Mistassini (confluence avec la rivière Rupert);
- 3,8 km au nord-est du centre du village de Mistissini (municipalité de village cri);
- 75,0 km au nord-est du centre-ville de Chibougamau;
- 403 km à l'est de l'embouchure de la rivière Rupert (confluence avec la baie de Rupert à Waskaganish)[1].

À partir de l'embouchure de la baie Cabistachouane, le courant coule sur 81,4 km d'abord vers le nord en traversant la baie Abatagouche, puis l'archipel Kasapominskat située dans la partie sud-est du lac Mistassini jusqu'à l'embouchure du lac Mistassini (située sur la rive Ouest). Finalement, le courant emprunte vers l'ouest le cours de la rivière Rupert, jusqu'à la baie de Rupert.

## Toponymie
Le toponyme "Baie Cabistachouane" a été officialisé le 5 décembre 1968 par la Commission de toponymie du Québec, soit à la création de cet organisme.